# Ida Random
Ida Random (* 2. April 1945 in Schottland) ist eine britische Filmarchitektin mit langjähriger Karriere in Hollywood.

## Leben
Ida Random verlebte ihre Kindheit in Südafrika und Liberia. Später übersiedelte sie mit ihren Eltern nach Vancouver. Von dort ging sie nach Los Angeles und knüpfte Kontakt zum Film. Ihre ersten Arbeiten leistete sie als Assistentin der Filmarchitekten Richard Sylbert  und Terence Marsh. Als Sylberts Kollegin erhielt Ida Random 1982 ihre erste Namensnennung als Filmarchitektin bei der Künstlerbiographie Frances.
Gleich darauf begann die Schottin ihre Tätigkeit als alleinverantwortliche Chefdesignerin. Ida Random gestaltete fortan die Filmbauten zu meist hochwertigen Unterhaltungsfilmen, darunter Brian De Palmas Der Tod kommt zweimal, die Western Silverado und Wyatt Earp – Das Leben einer Legende sowie die Tragikomödie Der Rosenkrieg. Für ihre Sets zum Autistendrama Rain Man erhielt Ida Random 1989 eine Oscar-Nominierung.

## Filmografie
- 1982: Frances
- 1982: Der große Frust
- 1983: Triple Trouble (auch Auftritt)
- 1984: Der Tod kommt zweimal
- 1984: Silverado
- 1985: Nochmal so wie letzte Nacht
- 1986: Who’s That Girl (Who’s That Girl)
- 1987: Schmeiß’ die Mama aus dem Zug!
- 1988: Rain Man
- 1988: Die Uni meiner Träume (How I Got Into College)
- 1989: Der Rosenkrieg
- 1990: Rendezvous im Jenseits
- 1991: Housesitter – Lügen haben schöne Beine
- 1993: Wyatt Earp – Das Leben einer Legende
- 1996: Der Fan
- 1997: Postman
- 2000: Im Netz der Spinne
- 2001: Extreme Rage (UA: 2003)
- 2003: Suspect Zero
- 2004: Spanglish
- 2006: The Fast and the Furious: Tokyo Drift
- 2008: The Fighters
- 2009: Fast & Furious – Neues Modell. Originalteile.
- 2010: Wie durch ein Wunder
- 2010: Freundschaft Plus
- 2012: Zeit zu leben (People Like Us)
- 2012: Mavericks
- 2013: The Delivery Man